# Platylabops speciosus
Platylabops speciosus är en stekelart som först beskrevs av Wesmael 1845.  Platylabops speciosus ingår i släktet Platylabops och familjen brokparasitsteklar. Inga underarter finns listade i Catalogue of Life.